# Goran Arsić
Goran Arsić (Servisch: Горан Арсић) is een Servisch politicus.
Goran Arsić is sinds 13 december 2007 de huidige Prefect van het Kosovo District, de naam van Kosovo als Autonome Provincie Kosovo en Metohija (1990-1999) en tijdens het bestuur van de Interim Administration Mission in Kosovo van de Verenigde Naties (UNMIK), als oppositie tegen het VN-bestuur. Zijn voorganger was Srđan Vasić.